# Anticapitalisme

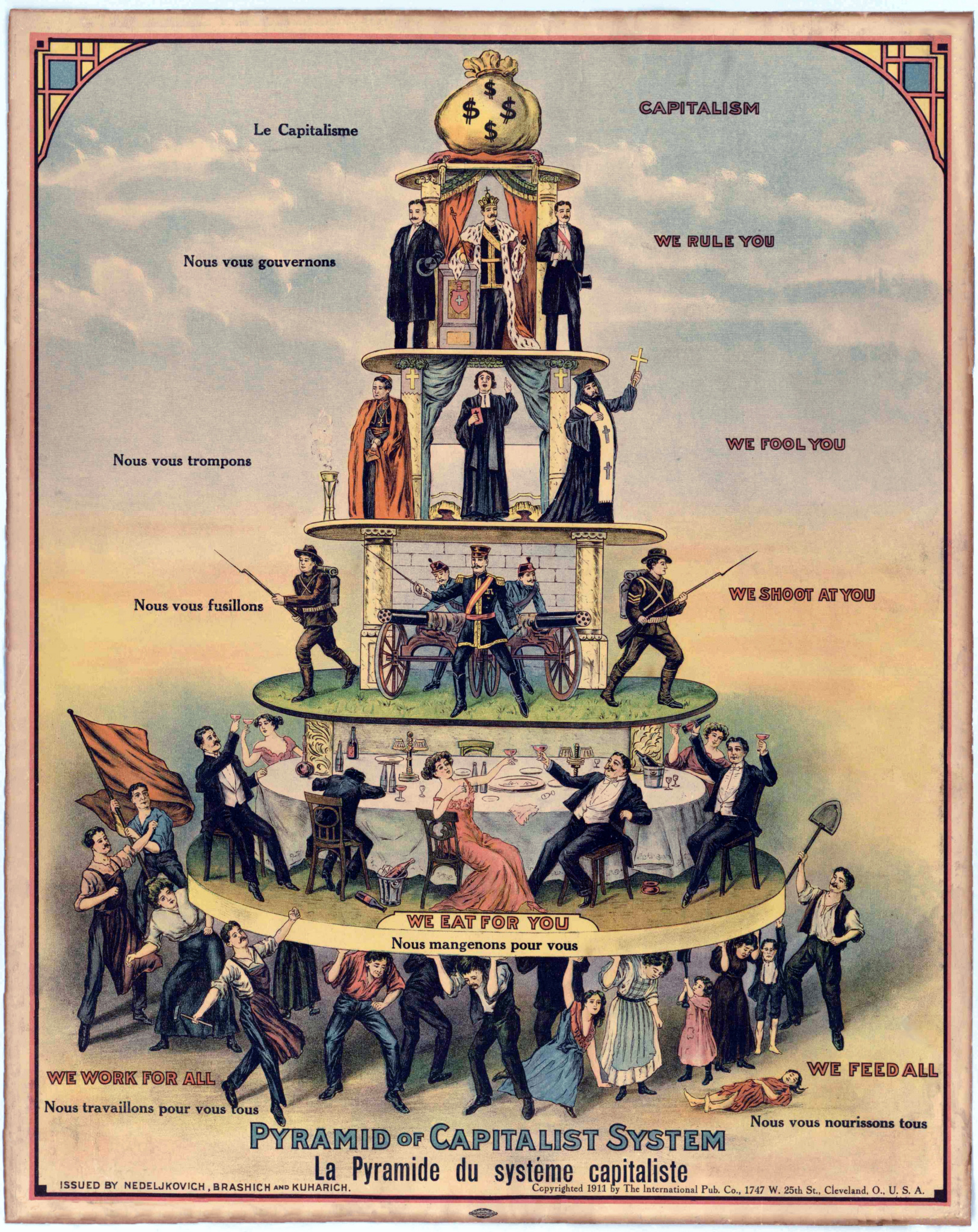
Un pòster del 1911 del sindicat dels Treballadors Industrials del Món

L'anticapitalisme és una ideologia i una pràctica social i política que s'oposa (d'una forma total o parcial) al capitalisme en creure que no és el millor sistema per a la humanitat. L'anticapitalisme va néixer conseqüentment amb el naixement de les ciutats, la indústria i el marxisme amb el qual hi manté una estreta relació. El terme anticapitalisme cobrix una molt extensa col·lecció d'ideologies (algunes de les quals fins i tot s'oposen amb igual o major feresa entre si que cap al capitalisme, com ara l'anarquisme socialista amb l'estatista). En general, alguns anticapitalistes poden estar a favor d'algun tipus de col·lectivisme o comunitarisme, econòmic o social, però no tots i no necessàriament (existixen anticapitalistes que defenen diferents nivells de propietat privada). El següent és una breu descripció de les ideologies, dels punts de vista i de les tendències més notables del contracapitalisme. L'anticapitalisme és una ideologia socialista estesa arreu del món amb un únic objectiu, posar fi al sistema capitalista. Tot i això, hi ha diferents sectors perquè hi ha diferents resolucions: uns volen el socialisme realment existent, altres un Estat fortament interventor, altres una socialdemocràcia, altres l'anarquia, etc. A l'Europa de l'est amb l'auge del neostalinisme les idees contràries al capitalisme s'estan estenent. A Catalunya, EUiA, partit en coalició amb ICV té aquest terme en el seu programa polític, i també la CUP

## Socialisme
El socialisme, en la seua versió més usual, recolza la idea d'un control estatal extensiu de l'economia, el qual pot o no estar associat amb el control democràtic de les persones sobre l'estat (si un estat nació existix en un sistema així).

## Marxisme
El marxisme argumenta a favor de propietat col·lectiva dels mitjans de producció, i l'eventual abolició de l'Estat i les classes socials, amb una etapa intermèdia anomenada dictadura del proletariat en la qual "el proletariat organitzat en classe dominant" eliminarà els vestigis de capitalisme. El Marxisme original es reivindica comunista i critica altres corrents socialistes per les seues limitacions o la seua posada en pràctica. Hi ha diversos tipus i corrents dins del marxisme. No obstant això, en l'essencial totes compartixen les seues principals idees i qüestions centrals. Algunes d'estes són el materialisme històric i la dialèctica, com a mètodes d'anàlisi de circumstàncies històriques i actuals; la crítica frontal a les arrels del sistema capitalista i les seues distintes contradiccions socials, els seus aparells de coerció (encoberts davall distintes formes i règims polítics) i elements vestigials del feudalisme i l'Antic Règim com la monarquia, l'absolutisme, o el clero; el socialisme científic, com corrent intel·lectual diferenciada dins del socialisme; la tradició del moviment obrer, anàlisi de les seues derrotes i lluites i defensa de les seues conquistes, junt amb altres moviments socials; defensa de la consciència de classe, enfront de l'alienació i la falsa consciència, i crítica a les distintes formes d'opressió i injustícies, com a mitjà per a impulsar la lluita per l'abolició de les classes socials i tota font d'opressió mateixa; defensa de la revolució social i del control obrer, com a forma d'acabar amb el sistema capitalista i aconseguir estadis irreversibles de societat comunista, igualitària i avançada, sense classes i sense Estat, amb un fortíssim desenrotllament dels mitjans de producció, de la cultura i les llibertats; rebuig i crítica a l'imperialisme i la seua política, que veu en la guerra un negoci, i una eixida a les crisis cícliques, i comporta la colonització, subdesenrotllament i sotmetiment de pobles. Hi ha certes versions simplificades o distorsionades del marxisme, producte en la majoria de casos de la ideologia dominant de certs règims polítics sorgits en el si d'una revolució socialista inacabada, arran del seu propi debilitament, amb les que històricament han buscat donar justificació i suport ideològic a aparells d'Estat de caràcter burocràtic, en part heretats del vell sistema, en part desenrotllats després de temps de crisi. Estos períodes de crisi sorgixen a causa de l'acumulació de successives derrotes de la revolució en la dinàmica internacional, la qual cosa genera una situació d'aïllament, de gradual recuperació del capitalisme estranger i les seues velles potències, de fustigació, bloqueig, carestia, falta d'ajuda i recursos, i altres tantes dificultats internes, per no parlar de l'amenaça de guerra civil o invasió estrangera, etc.; situació que provoca estancament i impedix avançar cap a la construcció del socialisme, i superació total del capitalisme i la seua antiga burocràcia, que per un temps persistix i, de prolongar-se massa, acaba per reimplantar-se adoptant noves formes polítiques de coerció, o donant lloc a la reaparició de velles formes d'opressió i relacions socials, minant les bases del nou sistema i impedint que este es consolide, fins al seu afonament; açò va ocórrer històricament en la Unió Soviètica des de mitjans del període d'entreguerres, coincidint amb el fracàs de la revolució proletària o socialista en Alemanya i Hongria, en Europa central, així com en Europa de l'Est, Pèrsia, i més tard Xina, i amb l'ascens del feixisme, encapçalament per Mussolini, Hitler i Chiang Kai Shek. La definició marxista del mode de producció capitalista se centra en l'establiment d'unes relacions de producció basades socialment en l'existència de proletaris desposseïts de qualsevol tipus de relació amb els mitjans de producció, que pertanyen al capitalista, amb el que es veuen obligats a realitzar un contracte en aparença lliure, pel que li venen la seua força de treball a canvi d'un salari. És el capitalista el que organitza la producció, que en el seu aspecte tècnic està determinat per un nivell de desenrotllament econòmic propi de l'època industrial, en què el capital ha adquirit el predomini sobre la terra, que era la força productiva dominant en els modes de producció anteriors (esclavisme i feudalisme). La clau de la concepció marxista del capitalisme està en els conceptes d'alienació (el fet que el procés i el producte del treball esdevenen aliens al treballador); i de plusvàlua, o siga, la part de la quantitat de treball incorporada pel treballador assalariat a fi de treball que excedix en valor a allò que s'ha pagat pel salari. En eixa diferència de valor consistix per a Marx el benefici econòmic del capitalista, ja que és este el que realitza el valor d'allò que s'ha produït per mitjà de la venda en el mercat, que genera un preu que ha de ser superior al cost de producció si és que l'activitat econòmica ha sigut reeixida.
L'aparença lliure del contracte entre capitalista i treballador (que segons la teoria liberal hauria de ser individual i sense interferències de negociació col·lectiva de sindicats o legislació protectora de l'Estat) amb prou feines emmascara la pressió a què està sotmès este per l'existència d'un exèrcit industrial de reserva, que és com Marx denomina els desocupats que estan disposats a substituir-lo. No és original de Marx, sinó de Ricardo i altres pensadors liberals (Ferdinand Lassalle), la idea que el funcionament lliure del mercat sotmet els salaris a una llei de bronze dels salaris que impedix que ascendisquen més enllà del límit de la subsistència. Els proletaris han de cuidar ells mateixos de la reproducció de la força de treball.
La crítica marxista al capitalisme sosté que este mode de producció conté contradiccions inherents que provoquen les crisis cícliques. Karl Marx, en la seua obra El Capital, fonamenta esta opinió adduint que cada vegada és més difícil per al capitalista valorar el seu capital. Les relacions de competència a què està subjecte el capitalista, obliguen a este a implementar de manera constant i creixent nova i millor maquinària per a incrementar la productivitat del treball i, d'esta manera, vendre les seues mercaderies a preu més davall que els seus competidors directes. D'esta manera, disminuïx el component "treball viu" (la contractació de treballadors) donant lloc al que Marx denomina "exercite industrial de reserva" és a dir, una considerable part de la classe obrera que queda a l'espera d'un treball. Esta espera forçosa que imposa el capitalisme a la classe obrera, fa que este "exercite industrial de reserva" es convertisca, d'una banda, en una important massa de pobres i indigents, i, d'altra banda, en causa de la impossibilitat que el salari ascendisca ràpidament (a causa de l'excedent d'oferta de força de treball).

## Socialdemocràcia
La socialdemocràcia ha sigut un corrent socialista reformista desenrotllada a Europa entre l'últim quart del segle xix i les primeres dècades del segle xx. Els Socialdemòcrates no es proposen abolir revolucionàriament el capitalisme, sinó que desitgen atenuar els efectes negatius del capitalisme a través de reformes socials. Originàriament, la socialdemocràcia proposava el reemplaçament de l'economia de mercat per una economia planificada des de l'Estat, que centralitzaria en les seues mans a les principals indústries. Actualment, la socialdemocràcia advoca per la creació d'una economia mixta i d'un estat del benestar.

## Anarquisme
Els anarquistes clàssics s'han oposat al capitalisme en considerar que hi ha una aliança entre el govern i les empreses, la qual cosa podríem denominar actualment capitalisme d'estat.
Els anarquistes, clàssics i moderns, no tenen una única proposta econòmica, que pot anar des de l'economia de mercat a l'economia planificada, no obstant això tots es consideren contraris a tota forma de sistema polític monopòlic (tinga el nom que tinga) i per això estan a favor d'una abolició de l'estat (ja que el radicalisme anarquista és sobretot antiestatista), ja que sostenen que el privilegi econòmic il·legítim essencialment sorgix o és producte del poder polític.

## Feixisme
Un punt en comú dels idearis del feixisme és la supressió de l'autonomia, i en alguns casos la completa existència, del capitalisme de llarga escala i del capitalisme financer. El feixisme promulga un tipus d'anticapitalisme en què els governs feixistes obliguen les empreses privades i els individus particulars, els que posseïxen els mitjans de producció, a treballar per a servir als interessos nacionals, minant el dret de propietat.
En el feixisme hi ha una preferència cap a l'empresa agrícola i industrial, i un menyspreu ideològic cap al comerç (guanys) i les finances, així també preferix l'autarquia abans que el comerç internacional. Alguns projectes van incloure programes de nacionalització d'empreses estrangeres o de certs grups perseguits i la col·lectivització de certs tipus de propietat privada.
Este rebuig nacionalista al capitalisme, com al comunisme, es denomina tercerposicionisme.